# Jaciment del Tossal de Cortiuda
El Jaciment del Tossal de Cortiuda és un jaciment arqueològic que està situat al municipi de Peramola, a la comarca de l'Alt Urgell, inclòs a l'Inventari del Patrimoni Arqueològic i Paleontològic de Catalunya.
Està situat en una propietat privada, al vessant est del Tossal de Cortiuda, sobre un petit serrat descendent envers el barranc, cobert de bosc i sotabosc, a l'aire lliure i en bon estat de conservació.
El jaciment consisteix en un lloc d'habitació sense estructures.

## Descobriment i història
Durant els anys 70, Francesc Riart i Miquel Bach, de Peramola, van recollir en superfície molts fragments de ceràmica i d'indústria lítica al lloc, entre unes roques sense sediment.

## Troballes
En tota la zona, delimitada sobretot al cap, més pla, s'hi pot robar en superfície molta ceràmica a mà, molt grollera, i alguna amb cordons. Entre les peces que els informants van recollir, les més destacables serien:
- Ceràmica: un mugró, 2 fragments d'acanalats, un fragment de nansa i un fragment informe amb cordó.
- Indústria lítica: Peces paleolítiques en còdol i indústria lítica sobre sílex, destacant la presència de micròlits sobre fragments de làmina.

Aquest jaciment ha sofert actuacions d'afeccionats i clandestins.
El material és a Cal Rutxé, de Peramola.